# خاندان چن چی

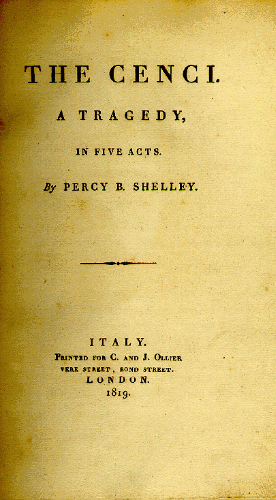
صفحه عنوان ۱۸۱۹، چاپ اول لیورنو، C. و J. اولیر، لندن.

خاندان چن چی، یک تراژدی در پنج پرده (به انگلیسی: The Cenci, A Tragedy, in Five Acts) یک درام منظوم پنج صحنه‌ای است که توسط پرسی بیش شلی در تابستان سال ۱۸۱۹ نوشته شده‌است. این اثر با الهام از داستان واقعی یک خانواده ایتالیایی به نام چن چی (Cenci) به نگارش درآمده است. شلی نمایشنامه را در رم و در ویلا والسانوانو در نزدیکی لیورنو از مه تا ۵ اوت ۱۸۱۹ تهیه کرد. این اثر توسط چارلز و جیمز اولیر در لندن در سال ۱۸۱۹ منتشر شد. نسخه لیورنو در لیورنو ایتالیا توسط خود شلی چاپ شد. شلی در پی آن بود که نمایشنامه را روی صحنه ببرد و به ناشرش چارلز اولیر اطمینان داد که این نمایشنامه به عنوان یک اثر موفق خواهد درخشید.
شلی از داستان تاریخی چن چی بهره می‌گیرد و نمایش‌نامه‌ای بر پایه آن می‌نگارد و سعی می‌کند با تمرکز بر شاعرانگی، خشونت محتوای داستان را کم‌رنگ جلوه دهد و در عین حال با اضافه کردن صحنه‌ها و جزئیات کلامی، احساسات را برانگیزد. بعدها آنتونن آرتو از این نمایش‌نامه‌ها در جهتی مخالف آنچه به‌عنوان عملکرد اصلی تئاتر می‌دانستند، استفاده کرد. او کلام و شاعرانگی را به حداقل رساند و از کارگردانی و ابزار نمایشی به‌عنوان راهکاری اصلی برای به نمایش گذاشتن این بهره گرفت همچنین خشونت تئاتر بی‌رحمی را به‌طور واضح و با اعمالی آگاهانه و قاطعانه از طرف شخصیت‌ها به کار بست و موجز بودن کلام را با کاهش دادن بسیاری از موقعیت‌ها و صحنه‌ها به اوج رسانید.
نمایشنامه مزبور در انگلستان سال ۱۹۲۲ به علت موضوع زنای با محارم و پدرکشی اجرای عمومی نداشت ولی در بسیاری از کشورها از جمله فرانسه، آلمان، ایتالیا، روسیه، چکسلواکی، ایالات متحده و ایران اجرا شده‌است.

## داستان

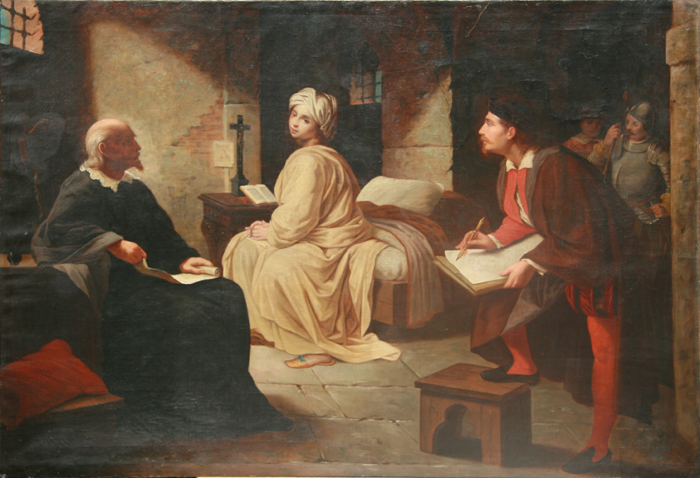
نگاره معروف به اعتراف گیری از بئاتریچه در زندان.

در سال ۱۵۹۹ در رم فاجعه هولناکی اتفاق افتاد و زن جوانی به نام بئاتریچه به جرم قتل پدر مستبد و متجاوز خود کنت فرانچسکو چن چی اعدام شد. این داستان واقعی در Annali d'Italia، توسط لودوویکو آنتونیو موراتوری در سال ۱۷۴۹ نوشته شد. این وقایع در زمان پاپ کلمنت هشتم رخ داد.
داستان نمایش
کنت چن چی پدری بیرحم و ثروتمند است که دست به کشتارهای بی شمار می‌زند و هر بار با بخشیدن بخشی از مال خویش به پاپ و واتیکان از چنگ دادخواهی می‌گریزد. او که طبیعتی واژگون یافته‌است، چشم دیدن فرزندانش را ندارد و از مرگ و تباهی آنها شاد می‌شود. او از سر جنون و اینکه دخترش بئاتریچه به او منتقدانه می‌نگرد به او تجاوز می‌کند. بئاتریچه به پاپ شکایت می‌برد اما دادخواست او سرانجامی ندارد. اسقفی به نام اورسینو که عاشق بئاتریچه است به او کمک می‌کند تا با اجیر کردن دو مزدور جانی، پدرش در خواب به قتل برسد. درست چند لحظه بعد از مرگ چن چی، سفیران پاپ فرا می‌رسند تا چن چی را بخاطر تبهکاری‌هایش به رم ببرند اما چون او را کشته می‌یابند، بئاتریچه و دیگران را برای اعتراف به قتل پدر دستگیر می‌کنند و با محاکمه و گرفتن اعتراف از ایشان، همه خانواده را به جز فرزند کوچکتر یعنی برناردو اعدام می‌کنند.

## شخصیت‌های اصلی
- کنت فراچسکو چن چی، پدر خانواده چن چی
- بئاتریچه، دختر خانواده
- لوکرشیا، همسر و نامادری فرزندان
- کامیلو، کاردینال
- اورسینو، اسقف
- ساولا، نماینده پاپ
- آندره‌آ، خدمتکار چن چی
- مارزیو، آدمکش
- اولیمپیو، آدمکش
- جیاکامو، پسر بزرگ خانواده
- برناردو، پسر کوچک خانواده

## اجراهای مبتنی بر نمایشنامه خاندان چن چی اثر شلی
- (۱۸۸۶) گراند تئاتر، ایسلینگتون، لندن، انگلستان (تولید خصوصی)
- (۱۸۹۱) پاریس، فرانسه
- (۱۹۱۹) مسکو، روسیه
- (۱۹۲۰) مسکو، روسیه
- (۱۹۲۲) پراگ، چکسلواکی
- (۱۹۲۲) New Theater, London, UK
- (۱۹۲۶) لندن، انگلیس
- (۱۹۳۳) انجمن فرهنگی ارمنستان لس آنجلس، کالیفرنیا (به زبان ارمنی)
- (۱۹۳۵) تئاتر مردم، نیوکاسل، انگلستان
- (۱۹۳۶) دانشگاه ییل
- (۱۹۴۰) بلینگهام، واشینگتن
- (۱۹۴۷) تئاتر کتابخانه سهام، نیویورک
- (۱۹۴۷) تولید رادیو بی‌بی‌سی
- (۱۹۴۸) تولید رادیو بی‌بی‌سی
- (۱۹۴۸) دانشگاه پرینستون
- (۱۹۴۹) کوه کالج هولوکه
- (۱۹۵۰) مدرسه والت ویتمن
- (۱۹۵۰) دانشگاه یوتا
- (۱۹۵۳) شرکت سوان، لندن، انگلستان
- (۱۹۵۳) آکسفورد، انگلستان
- (۱۹۷۰) باشگاه تئاتر تجربی La MaMa، نیویورک، نیویورک[۳]
- (۱۹۷۵) کالج امرسون، بوستون، ماساچوست
- (۱۹۸۵) تئاتر آلمیدا، لندن، انگلیس
- (۱۹۹۱) Lyric Studio, London, UK
- (۱۹۹۲) تئاتر رد پا در استودیو ۵، تئاتر والوت استریت، فیلادلفیا، پنسیلوانیا
- (۱۹۹۵) تئاتر Spotlighter، بالتیمور، مریلند
- (۱۹۹۵) کالج Elmhurst , Elmhurst, IL
- (۱۹۹۷) تئاتر شمال قطب، گرینویچ، لندن، انگلستان
- (۱۹۹۷) جمعیت Swinish (با شرکت تئاتر دانشگاه لندن)، وست مینستر، لندن، انگلستان
- (۱۹۹۷) ال Teatro Campesino، سان خوان بوتیستا، کالیفرنیا
- (۲۰۰۱) تئاتر مردم، نیوکاسل تاین، انگلستان
- (۲۰۰۳) تئاتر هایمن، پرت، استرالیا غربی
- (۲۰۰۵) تئاتر سوسمار مارمولک و بی رحمانه، هونولولو، هاوایی
- (۲۰۰۸) دانشگاه گلف، انتاریو، کانادا
- (۲۰۰۸) کالج واسار، نیویورک
- (۲۰۰۸) تئاتر ردبول، تئاتر در سنت کلمنتس، نیویورک
- (۲۰۰۸) گروه عملکرد شکسپیر، کالج برایان ماور، پنسیلوانیا
- (۲۰۰۹) Mestno gledališče ljubljansko, Ljubljana، اسلوونی (به اسلوونیایی)
- (۲۰۱۰) کالج شرقی لس آنجلس، پارک مونتری، کالیفرنیا
- (۲۰۱۱) جشنواره حاشیه پکن (به زبان چینی)
- (۲۰۱۹) گروه تئاتر آمیتیس، عمارت نوفل لوشاتو، تهران (به زبان فارسی)

## سایر آثار با عنوان The Cenci
دیگر آثار با عنوان Cenci شامل رمان استاندال در سال ۱۸۳۷ و مقاله جرم و جنایت واقعی توسط الکساندر دوما پدر در سال ۱۸۴۰ که در جلد ۱ جنایات مشهور منتشر شد می‌باشد.